# Isla Swan
Isla Swan (en inglés: Swan Island) es una isla de que mide 0,1 hectáreas localizada, dentro del Área de Especial Interés Científico del Lago de Larne, cerca de Larne, Irlanda del Norte, en el Reino Unido. La isla está formada por grava y piedras cubiertas por una fina capa de tierra. Se encuentra a 550 metros de la orilla oeste del lago y a 3,1 kilómetros de la boca. El área también es una zona de Especial Protección, destinada a resguardar ciertas especies de fauna local como la Sterna paradisaea.